# K-Mart International 1972
Il K-Mart International 1972 è stato un torneo di tennis giocato sul sintetico indoor. È stata la 1ª edizione del torneo, che fa parte del Virginia Slims Circuit 1972. Si è giocato a Birmingham negli USA dal 28 febbraio al 1º marzo 1972.

## Campionesse

### Singolare
Kerry Reid ha battuto in finale  Rosemary Casals con il punteggio di 6–3, 6–7, 6–4

### Doppio
Françoise Dürr /  Judy Tegart hanno battuto in finale  Rosemary Casals /  Kerry Reid con il punteggio di 6–1, 6–1